# Kolibabovce
Kolibabovce (Hongaars: Bölcsős) is een Slowaakse gemeente in de regio Košice, en maakt deel uit van het district Sobrance.
Kolibabovce telt 177 inwoners.